# Christina Jaarsma
Christina „Christa” Jaarsma (ur. 15 października 1952 w Almelo) – holenderska panczenistka, uczestniczka Zimowych Igrzysk Olimpijskich 1976
Na igrzyskach olimpijskich w Innsbrucku wystartowała w czterech konkurencjach w łyżwiarstwie szybkim. Najwyżej sklasyfikowana została w biegu na 1 500 metrów, w którym zajęła szesnaste miejsce. W 1976 roku wystąpiła także na mistrzostwach świata w wieloboju sprinterskim w Berlinie i zajęła 12. miejsce.
W latach 1973–1977 startowała również w mistrzostwach Holandii w wieloboju, jednak ani razu nie zdobyła medalu. Najwyżej sklasyfikowana została w 1975 i 1977 roku, kiedy była szósta.

## Rekordy życiowe
| Dystans | Czas    | Miejscowość | Data          |
| ------- | ------- | ----------- | ------------- |
| 500 m   | 45,15   | Ałmaty      | 15 marca 1976 |
| 1 000 m | 1:28,10 | Ałmaty      | 16 marca 1976 |
| 1 500 m | 2:16,97 | Ałmaty      | 15 marca 1976 |
| 3 000 m | 4:52,05 | Ałmaty      | 16 marca 1976 |

## Osiągnięcia

### Igrzyska olimpijskie
| Rok i miejsce   | Konkurencja | Wynik   | Miejsce | Strata | Zwycięzca         | Źródło |
| --------------- | ----------- | ------- | ------- | ------ | ----------------- | ------ |
| 1976, Innsbruck | 500 m       | 45,45   | 19.     | 2,68   | Sheila Young      | [ 3 ]  |
| 1976, Innsbruck | 1 000 m     | 1:34,63 | 23.     | 6,20   | Tatjana Awierina  | [ 4 ]  |
| 1976, Innsbruck | 1 500 m     | 2:23,98 | 16.     | 7,40   | Galina Stiepanska | [ 5 ]  |
| 1976, Innsbruck | 3 000 m     | 5:00,08 | 20.     | 15,89  | Tatjana Awierina  | [ 6 ]  |

### Mistrzostwa świata w wieloboju sprinterskim
| Rok i miejsce | Wynik   | Miejsce | Strata | Zwycięzca    | Źródło |
| ------------- | ------- | ------- | ------ | ------------ | ------ |
| 1976, Berlin  | 184,500 | 12.     | 10,55  | Sheila Young | [ 7 ]  |